# Columbus Blue Jackets
Els Columbus Blue Jackets són un equip professional d'hoquei sobre gel de la ciutat de Columbus (Ohio). L'equip juga a la National Hockey League a la Divisió Central de la Conferència Oest.
L'equip té la seu al NationWide Arena i juga amb jersei blau marí i pantalons vermells, i amb jersei blanc i pantalons vermells a fora de casa.

## Història

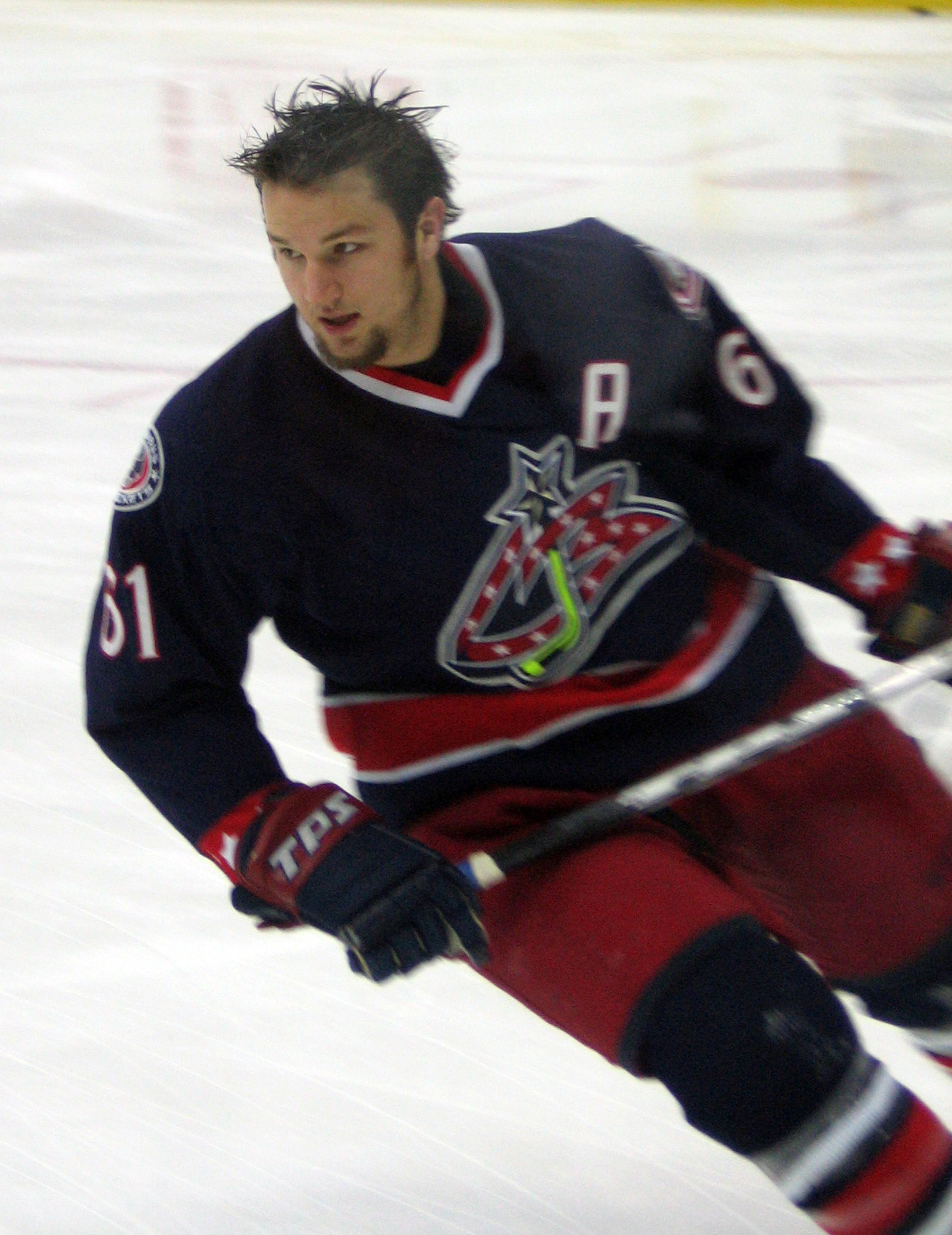
Equipació dels Columbus Blue Jackets

L'equip fou fundat el 2000 per una expansió de la lliga i és l'únic equip que no ha arribat mai a una fase final. El nom de l'equip està relacionat amb la història d'Ohio durant la Guerra Civil dels Estats Units, en la qual Ohio fou un dels estats de la Unió. Blue Jackets es refereix als colors emprats per la infanteria unionista durant la Guerra (jaquetes blaves).